# Krapfenwaldl

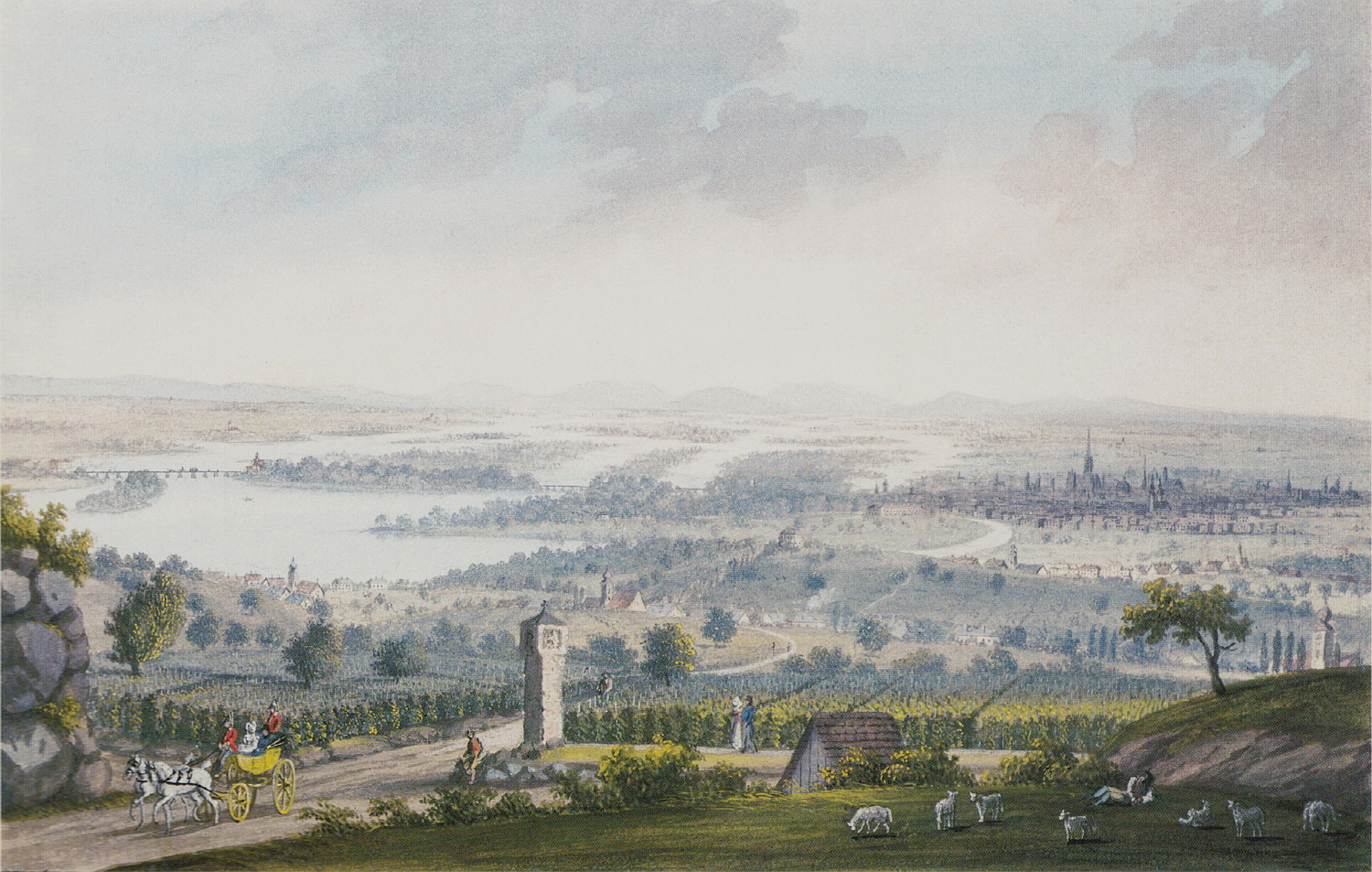
Blick auf Wien vom Krapfenwaldl von Balthasar Wigand (ca. 1840)

Das Krapfenwaldl ist ein 354 m ü. A. hoher Hügel und ein Waldgebiet im 19. Wiener Gemeindebezirk Döbling. Nach ihm nannte Johann Strauss (Sohn) auch eine Polka („Im Krapfenwaldl“) und auch die Wiener Sage „Der Teufel im Krapfenwaldl“ spielte hier.
Das Krapfenwaldl ist ein Höhenrücken zwischen dem Muckental (Schreiberbach) und dem Nesselbachtal östlich des Reisenbergs (Cobenzl). Früher war die Erhebung dichter mit Föhren bewachsen als heute, später übertrug sich der Name auch auf die kleine Ansiedlung. Der Name „Krapfenwaldl“ stammt vom Geheimen Kriegsrat Franz Joseph Krapf, der sich hier im 18. Jahrhundert ein Waldhaus hatte bauen lassen. Zu dieser Zeit hieß das Gebiet auch „Musikantengehege“, da Karl VI. das hier liegende Wildgehege den Mitgliedern seiner Hofmusikkapelle zur Jagd überlassen hatte. Nach dem Tod Krapfs erwarb der Grinzinger Weinhauer Leopold Seidl das Haus und gestaltete es zu einem Gasthaus um. 1797 bis 1800 wurden Gehwege und Bänke im umliegenden Wald angelegt. 1806 erwarb Johann Fürst zu Liechtenstein das Gebiet und ließ am Gipfel der Anhöhe ein Lusthaus errichten. Durch ihn erhielt das Krapfenwaldl seine charakteristische Gestaltung.
In einem Wanderführer aus dem Biedermeier, dem Werk „Wien’s Umgebungen auf zwanzig Stunden im Umkreise“ von Adolf Schmidl aus dem Jahre 1835, wird ein Ausflug zum „Krapfenwäldchen“ beschrieben:
Das Krapfenwäldchen ist ein überraschend anmuthiges Plätzchen. Eine schöne Wiese zieht sich hier ins Thal hinab, von Buschwerk und Pappelgruppen eingefaßt, unter denen Tische und Bänke dem Müden entgegenwinken. Links bedeckt ein Hain von Eichen und Föhren den Gipfel des Hügels, an dessen Fuße das Wirtshaus, die sogenannte Krapfenhütte, liegt. Zahlreiche Tische, eine hölzerne Halle zum Schutz gegen plötzliches Unwetter, zugleich als Tanzsaal dienend, Schaukeln etc. beweisen, wie besucht die Anlage ist, wozu auch die ziemlich gute Bewirtung beiträgt. […] Woher der Name Krapfenhütte, ‚Krapfenwaldel‘ kommen mag? Etwa, weil der Hügel wie ein Krapfen, mit der bildlichen Sprache des Volkes zu reden, zwischen den beiden Thälern liegt?
Später wurde das Krapfenwaldl dem Gut Reisenberg einverleibt. Baron Sothen ließ das Gasthaus nach 1867 ausbauen und ein jährliches Annenfest abhalten. Der Besucherstrom steigerte sich insbesondere nach der Errichtung der Zahnradbahn auf den Kahlenberg, da eine eigene Station Krapfenwaldl errichtet wurde. 1909 wurde das Krapfenwaldl von der Gemeinde Wien erworben, die am 30. April 1911 das von Stadtbaurat Josef Pürzl geplante große Volksrestaurant eröffnete. Dies wurde während des Ersten Weltkriegs in ein Reservelazarett umgewandelt. 1923 wurde das Krapfenwaldlbad (Freibad) erbaut, das später durch die Wiener Höhenstraße erschlossen wurde. Das Gasthaus wurde in das neue Bad integriert. 1952 wurde das Bad renoviert, 1978 erhielt es zwei neue Becken. 1989 erfolgte die Sanierung des oberen Beckens. Es bietet heute auf 50.000 m² Platz für 4.500 Besucher.